# Тепленко-Дідик Марина Володимирівна
Мари́на Володи́мирівна Тепле́нко-Ді́дик (нар. 5 грудня 1962, смт Нижня Кринка в колишньому Макіївському районі, нині селище підпорядковане міській раді Макіївки, Донецької області) — українська журналістка. Заслужений журналіст України (2017).
Член Національної спілки журналістів України.

## Життєпис
Народилася на Донеччині. Здобула вищу освіту на філологічному факультеті Вінницького державного педагогічного університету імені Михайла Коцюбинського, який закінчила 2002 року за фахом вчитель російської мови та зарубіжної літератури. Має сертифікати Українського інституту підвищення кваліфікації працівників телебачення та радіомовлення Держкомтелерадіо України: «диктор-ведучий та радіотележурналіст» (2000), «режисура телебачення та радіо» (2001), «правові, економічні та творчі особливості функціонування засобів масової інформації в період реформування» (2016).
Трудову діяльність розпочала 1978 року оператором Вінницької машинолічильної станції. З січня 1997-го — редактор радіомовлення Вінницької державної телерадіокомпанії. З липня 2001-го — редактор телебачення. Згодом започаткувала цикл телепрограм «Бастіони» й «Лідер. Лідер? Лідер!».
З посади завідувача редакції військово-патріотичних програм філії ПАТ «НСТУ» «Вінницька регіональна дирекція „ВІНТЕРА“» звільнилася 2018 року.
З листопада 2018 по травень 2024 року — головний спеціаліст пресцентру (згодом служби зв'язків з громадськістю) Командування Повітряних Сил Збройних Сил України. З липня 2024-го — т.в.о. голови правління Вінницької обласної організації Національної спілки журналістів України.
Захоплення — поезія, мандри.

## Творчість
Спеціалізація в журналістиці — військово-патріотична тема, лідерство в усіх аспектах життя. Авторські телепроєкти з життя Збройних сил України та інші неодноразово здобували призові місця на міжнародних, всеукраїнських та обласних фестивалях і конкурсах.
Авторка збірки поезії «Я себе перекую…», виданої 1999 року в м. Софія (Болгарія).
Громадська організація «Об'єднання родин полеглих героїв „Незламні“» вручила Марині Тепленко-Дідик відзнаку за допомогу в підготовці до друку книжки — меморіального видання «Янголи Маріуполя» (Вінниця, 2025).

## Громадська діяльність
Членкиня Ревізійної комісії НСЖУ (з травня 2017 року). Членкиня правління, згодом заступниця голови Вінницької обласної організації НСЖУ, раніше очолювала первинний журналістський осередок філії ПАТ «НСТУ» «Вінницька регіональна дирекція „ВІНТЕРА“».
Керівник представництва у Вінницькій області, з 2021 року також заступник голови наглядової ради Всеукраїнського благодійного фонду «Журналістська ініціатива». Учасниця низки акцій Фонду з 2001 року: всеукраїнських пресклубів, журналістських автопробігів «Дорога до Криму: проблеми та перспективи», «Схід — Захід: разом назавжди», «Пам'ять батьківського подвигу — в серцях наших», всеукраїнських семінарів для журналістів «Культура мови — культура нації» та інших.

## Нагороди, відзнаки
- Почесне звання Заслужений журналіст України (2017)[4]
- Золота медаль української журналістики
- Почесний знак Національної спілки журналістів України
- Грамота Міністерства оборони України (2019)
- Подяка начальника Генерального штабу Збройних сил України (2023)[5]

Відзначена грамотами Держкомтелерадіо України, Вінницької обласної державної адміністрації, має відзнаки МО України «За сприяння Збройним Силам України», головнокомандувача ВПС України «Вишкіл. Злітаність. Відвага», головнокомандувача ЗС України «За самовіддану працю у Збройних Силах України» та ін. Перемагала в творчих конкурсах Національної спілки журналістів України в номінації «Кращий журналістський матеріал про події на сході України» (2018), та неодноразово — на найкраще висвітлення міжнародних журналістських автопробігів «Дорога до Криму: проблеми та перспективи» (конкурс ВБФ «Журналістська ініціатива»).